# جيمي لانج
جيمي لانج (بالإنجليزية: Jimmy Lange)‏ مواليد 25 أغسطس 1975 في فرجينيا، هو ملاكم أمريكي يصنف ضمن فئة الوزن المتوسط.

## إحصائيات
خاض خلال مسيرته 46 نزالا، فاز في 38 وتعادل في 2 وخسر في 6. فاز بالضربة القاضية في 25 نزالا.

## روابط خارجية
- جيمي لانج على موقع بوكس ريك (الإنجليزية) (registration required)